# Godfrey Nash
Godfrey Charles Nash (Londen, 2 februari 1940 - november 2020) was een Brits motorcoureur. Hij is eenmalig Grand Prix-winnaar in het wereldkampioenschap wegrace.

## Carrière
Nash is voornamelijk bekend van zijn deelnames aan het wereldkampioenschap wegrace. In 1966 reed hij zijn eerste Grands Prix tijdens de TT van Assen in de 350 cc- en 500 cc-klasses op een Norton, waarin hij respectievelijk zestiende en vijftiende werd. In 1967 reed hij vier races in de 500 cc, waarin hij enkel in de DDR met een elfde plaats aan de finish kwam. In 1968 behaalde hij zijn eerste WK-punten met een zesde plaats in de DDR.
In 1969 reed Nash een volledig seizoen in het WK 500 cc op een Norton Manx. In Finland stond hij voor het eerst op het podium, voordat hij in de seizoensfinale, de Grand Prix van de Adriatische Zee, zijn enige Grand Prix-overwinning behaalde. Hij werd hiermee de laatste coureur die met een eencilindermotor een 500 cc-race won. Met 45 punten werd hij achter Giacomo Agostini en Gyula Marsovszky derde in de eindstand. Verder behaalde hij ook een WK-punt in de 350 cc met een tiende plaats in Spanje.
In 1970 werden de resultaten van Nash minder. Hij kwam in de 500 cc enkel tot scoren met een negende plaats in de DDR en een zesde plaats in Finland, waardoor hij met 7 punten op plaats 26 eindigde. In 1971 reed hij slechts twee races in de 350 cc voor Yamaha en een in de 500 cc voor Honda. Hij scoorde enkel een WK-punt met een tiende plaats in de TT van Assen en eindigde zo op plaats 56 in het klassement. In 1972 reed hij voor Honda zijn laatste Grand Prix in Assen en werd hierin in de 500 cc-klasse zestiende.
Nash overleed in november 2020 op 80-jarige leeftijd.